# Kayson Phomvihan
Kayson Phomvihan, laosky ໄກສອນ ພົມວິຫານ, v anglickém přepisu Kaysone Phomvihane (13. prosince 1920 – 21. listopadu 1992), byl laoský politik, v letech 1975–1991 předseda vlády Laoské lidově demokratické republiky a od roku 1991 pak prezident Laosu.
Od roku 1949 byl členem Komunistické strany Indočíny, patřil mezi zakládající členy Laoské lidově revoluční strany (založená v roce 1955) a od počátku až do své smrti byl jejím faktickým vůdcem, třebaže formálně ji zastupoval spíš princ Suphanuvong.
Výrazně se angažoval v odboji za americké války v Indočíně.

## Vyznamenání
- Řád José Martího – Kuba, 8. září 1976[1][2]
- Řád Rajamitrabhorn – Thajsko, 27. prosince 1991[3]
- Řád zlaté hvězdy – Vietnam